# جيمس وونغ هاو
جيمس وونغ هاو (بالإنجليزية: James Wong Howe)‏ (و. 1899 – 1976 م) هو مخرج أفلام، ومصور سينمائي، من الولايات المتحدة الأمريكية، ولد في تايشان، توفي في هوليوود، كاليفورنيا، عن عمر يناهز 77 عاماً.

## جوائز وترشيحات
حصل على جوائز منها:
- جائزة الأوسكار لأفضل تصوير سينمائي أسود وأبيض، عن عمل: الوشم الوردي
- جائزة الأوسكار لأفضل تصوير سينمائي أسود وأبيض، عن عمل: هاد.

ترشح لـ:
- جائزة الأوسكار لأفضل تصوير سينمائي، عن عمل: الجزائر (فيلم)
- جائزة الأوسكار لأفضل تصوير سينمائي أسود وأبيض، عن عمل: الوشم الوردي
- جائزة الأوسكار لأفضل تصوير سينمائي ملون، عن عمل: العجوز والبحر
- جائزة الأوسكار لأفضل تصوير سينمائي أسود وأبيض، عن عمل: هاد
- جائزة الأوسكار لأفضل تصوير سينمائي أسود وأبيض، عن عمل: Seconds (1966 film) [الإنجليزية]‏
- جائزة الأوسكار لأفضل تصوير سينمائي أسود وأبيض، عن عمل: The North Star (1943 film) [الإنجليزية]‏
- جائزة الأوسكار لأفضل تصوير سينمائي أسود وأبيض، عن عمل: صف الملوك
- جائزة الأوسكار لأفضل تصوير سينمائي أسود وأبيض، عن عمل: Air Force (film) [الإنجليزية]‏
- جائزة الأوسكار لأفضل تصوير سينمائي أسود وأبيض، عن عمل: Abe Lincoln in Illinois (film) [الإنجليزية]‏
- جائزة الأوسكار لأفضل تصوير سينمائي، عن عمل: Funny Lady [الإنجليزية]‏.

## وصلات خارجية
- جيمس وونغ هاو على موقع بوكس ريك (الإنجليزية) (registration required)

- جيمس وونغ هاو على موقع IMDb (الإنجليزية)
- جيمس وونغ هاو على موقع الموسوعة البريطانية (الإنجليزية)
- جيمس وونغ هاو على موقع ألو سيني (الفرنسية)
- جيمس وونغ هاو على موقع أول موفي (الإنجليزية)
- جيمس وونغ هاو على موقع قاعدة بيانات الأفلام السويدية (السويدية)
- جيمس وونغ هاو على موقع قاعدة بيانات الفيلم (الإنجليزية)
- جيمس وونغ هاو على موقع كينوبويسك (الروسية)